# Byluvadigeri, Hospet
Byluvadigeri là một làng thuộc tehsil Hospet, huyện Bellary, bang Karnataka, Ấn Độ.